# Islomanie
L'islomanie est un engouement ou une attirance pour les îles. Ce tropisme a été décrit pour la première fois par l'écrivain britannique Lawrence Durrell dans son livre Vénus et la mer (1953).

« Quelque part parmi les cahiers de Gideon, je trouvai une fois une liste de maladies jusque-là non classifiées par la science médicale, et parmi celles-ci se trouvait le mot islomanie, laquelle était décrite comme une affection de l'esprit rare mais en aucun cas inconnue. Ce sont des gens, disait Gideon en guise d'explication, pour qui les îles sont en quelque sorte irrésistibles. Nous, les islomanes, dit Gideon, sommes les descendants directs des Atlantes, et c'est vers l'Atlantide perdu que notre subconscient est attiré. Cela signifie que nous trouvons les îles irrésistibles. »

Dans une lettre à un ami, Durrell écrivit : « L'islomanie est une rare affection de l'esprit. Il y a des gens pour qui les îles sont en quelque sorte irrésistibles. Le simple fait de savoir qu'ils sont dans un petit monde entouré d'eau les emplit d'un enivrement indescriptible. »
L'écrivain américain Thurston Clarke utilise le terme  dans son livre Searching for Robinson Crusoe (2001) lors de son étude de l'attirance des gens pour toutes sortes d'îles — de l'île déserte classique aux lieux comme Svalbard, ou de Key West à Mykonos.

## Islomanes
Les islomanes sont ceux dont l'existence est déterminée par l'attirance irrésistible pour les îles telle que décrite par Lawrence Durrell dans son livre de voyage L'Île de Prospero, dont l'action se situe sur l'île ionienne de Corfou.
L'islomanie est plus communément associée à des écrivains, mais peut-être simplement parce qu'ils sont les plus susceptibles de décrire et d'analyser leur état. L'un des premiers islomanes connus fut l'empereur romain Tibère (42 av. J.-C.— 37 ap. J.-C.), lequel, s'ennuyant de Rome, se retira sur l'île de Capri dans la baie de Naples, d'où il régna sur l'empire depuis la Villa Jovis, avec son point de vue par-delà la baie sur la péninsule de Sorrente. Bien plus tard, le capitaine James Cook, explorateur du Pacifique, fut également un islomane, son troisième voyage dans le Pacifique en particulier devenant une étrange parade autour des îles, de sorte qu'il semblait qu'il ne souhaitait pas véritablement retourner en Angleterre (même si actuellement ceci n'est que pure conjecture).
L'un des premiers islomanes littéraires fut Herman Melville. Bien qu'aujourd'hui célèbre pour avoir écrit Moby Dick, il était plus connu de son vivant pour Taïpi, une histoire semi-autobiographique relatant son séjour dans les îles Marquises en Polynésie française. Il poursuivit avec Omoo, situé principalement à Tahiti. Le succès de Taïpi propagea l'islomanie au XIXe siècle à des écrivains comme Robert Louis Stevenson, George Lewis Becke, Jules Verne, Jack London et Joseph Conrad.
« Un homme drôlement sympathique ce soir m'a parlé de toutes les îles des mers du sud jusqu'à ce que je sois vert d'envie de m'y rendre ; de beaux endroits, toujours verts ; un climat parfait ; les formes parfaites des hommes et des femmes, avec des fleurs rouges dans leurs cheveux ; et rien à faire sinon étudier l'éloquence et la bienséance, s'asseoir au soleil, et ramasser les fruits lorsqu'ils tombent. » écrivit Robert Louis Stevenson dans une lettre au printemps 1875.
Pendant trois ans, Stevenson navigua dans le Pacifique sur son bateau devant l'ami des rois des îles et en écrivant des histoires se déroulant dans les highlands écossais, jusqu'au jour où en 1890 il fit construire une maison dans les îles Samoa ; alors il se mêla de politique locale, prenant fait et cause pour les Samoans contre les autorités britanniques incompétentes, et tout en continuant à écrire presque exclusivement à propos de montagnes écossaises brumeuses.
South Wind de Norman Douglas divertit le public britannique pendant la Première Guerre mondiale avec l'histoire d'une idylle amorale sur l'île de Capri chère à Tibère. Douglas vécut presque toute sa vie sur une île qui attira pendant les années d'entre-guerre une clique d'exilés littéraires et artistiques, dont Axel Munthe (dont le Livre de San Michele reste un classique de l'islomanie, même si l'action ne se passe que très peu sur l'île à proprement parler), D. H. Lawrence et Compton Mackenzie (l'auteur de Vestal Fire, un guide légèrement romancé de l'âge d'or de Capri).
Pendant l'entre-guerre le Pacifique Sud attira encore de nombreux écrivains à la recherche d'un monde plus simple, inspiré par la vénérable société de Stevenson, London & Co. W. Somerset Maugham se rendit à Tahiti à la recherche d'un tableau original de Paul Gauguin, le peintre et islomane français contemporain de Stevenson, bien que les deux hommes ne se soient jamais rencontrés. Maugham a aussi écrit Rain, une nouvelle décrivant la désintégration morale d'un missionnaire sous l'influence des îles. Les Américains James Norman Hall, Charles Nordhoff, Robert Dean Frisbie, et Frederick O'Brien écrivirent de nombreuses nouvelles et séries sur la Polynésie qui captivèrent l'imagination du public.
La Deuxième Guerre mondiale perturba l'islomanie bien davantage que la précédente. L'expérience de Lawrence Durrell fut typique : il avait vécu en paix à Corfou jusqu'à ce que la guerre le pousse à s'exiler à Alexandrie ; là, se souvenant du temps perdu, il écrivit l'Île de Prospero, le livre qui allait définir le terme. L'islomanie de Durrell fut des plus agitées ; il vécut ensuite et raconta Rhodes (Vénus et la mer) et Chypre (Citrons acides).
La période d'après-guerre vit une multitude d'auteurs islomanes qui, peut-être parce qu'ils avaient été témoins des atrocités de la guerre, virent dans les îles des lieux de ressourcement. L'apport américain le plus influent dans ce domaine vint avec Bali Hai de James A. Michener, une île dont le mythe naîtra dans Pacifique sud, puis devint une chanson (de Richard Rodgers et Oscar Hammerstein II) dans la comédie musicale de Broadway Pacifique sud. Bali Hai se trouvait au-delà des limites accessibles aux communs des mortels (dans ce cas, les appelés du contingent américains). Inspirée par la vraie île d'Aoba dans les Nouvelles Hébrides, où Michener était basé, Bali Hai apparut dans un film sous les traits de l'île de Tioman. Bali Hai est également un  vieux restaurant tiki sur l'île de Shelter Island à San Diego.
Les îles tropicales semblent avoir un attrait particulier pour les artistes et les écrivains : Ernest Hemingway écrivit Pour qui sonne le glas et d'autres chefs-d'œuvre depuis ses résidences à Cuba et à Key West, alors que Paul Bowles abandonna Tanger pendant un certain temps pour acheter un minuscule îlot au sud de Colombo, qu'il nomma Taprobane — îlot qui avait appartenu précédemment à un faux aristocrate français. C'est aujourd'hui un hôtel boutique de luxe. Miguel Covarrubias peignit des jeunes aux seins nus à Bali dans les années 1930, tandis que cette île continue encore aujourd'hui à attirer ceux qui recherchent une simplicité sophistiquée.
Tous les islomanes ne rêvent pas de paradis tropicaux : Gavin Maxwell se retira à Eilean Bàn, un rocher de 24 hectares battu les vents au large de l'île de Skye, pour écrire sur les otaries et sur l'île de Skye, sur laquelle il se lança dans la pêcherie de requins. George Orwell écrivit une grande partie de 1984 dans une ferme sur l'île de Jura. Un autre islomane écossais célèbre fut Compton Mackenzie qui adorait les îles Anglo-Normandes de Herm et Jéthou, et qui vécut aussi sur les îles écossaises de Eilean Aigas, les îles Shiant et Barra.
Alors que la plupart des islomanes se contentent de vivre sur des îles, d'autres les collectionnent : Durrell décrivit comment son compatriote et poète Kimon Friar prétendait avoir vécu sur 46 îles, et Philip Conkling, directeur du Island Institute du Maine, a visité plus de mille îles dans cet état seulement. Certains membres du Traveler's Century Club (dont les adhérents tentent de visiter le plus grand nombre de pays possible) ont voyagé sur des îles dans plus de cent pays. L'écrivain gallois Leslie Thomas « collectionne » les petites îles et a décrit sa passion dans A World of Islands (1983) et Some Lovely Islands (1984).
Des opérateurs de radioamateur organisent parfois des « DX-peditions » vers des îles inhabitées ou faiblement peuplées dans l'objectif de mettre en place des stations de radioamateur temporaires. Lorsque les radios, sources de courant, antennes et quartiers de vie sont établis sur les îles, ils entrent en contact avec des milliers d'autres radioamateurs, leur donnant ainsi des prix pour avoir contacté de nouveaux « pays », notamment par le biais du DXCC. Ainsi récemment des DXpeditions ont eu lieu sur l'île de Ducie et au récif de Scarborough.
La plupart des islomanes sont grégaires, mais certains ne le sont pas : le Néo-zélandais Tom Neale, inspiré par les histoires de Nordhoff, Hall et Robert Dean Frisbie, s'exila sur l'atoll de Suwarrow dans les îles Cook, où il vécut seul pendant seize ans.
Début 2005, l'acteur et réalisateur Mel Gibson fit l'acquisition de l'île de Mago aux Fidji pour la somme de 15 millions de dollars, malgré les protestations des descendants des indigènes. Tetiaroa, l'une des îles de la Société, fut achetée en 1965 par Marlon Brando, qui la découvrit et en tomba amoureux lors du tournage des Révoltés du Bounty. Tetiaroa compte aujourd'hui un habitant : le fils de Marlon Brando, Teihotu. Dans son testament, Brando, mort en 2004, céda à son ami Michael Jackson l'accès à vie d'une surface de 2 000 m2 sur l'îlot de Onetahi, à l'ouest de Tetiaroa.
Andy Strangeway est un islomane multiple chronique et fut le premier — et seul à ce jour — à avoir visité et dormi sur les 162 îles écossaises.
L'un des islomanes les plus célèbres en dehors du monde anglo-saxon est l'écrivain néerlandais Boudewijn Büch qui écrivit quatre livres à propos d'îles, connus comme la « série des îles ».